# Schleicher K 8
Lo Schleicher K 8 è un aliante monoposto ad ala alta progettato da Rudolf Kaiser, prodotto dall'azienda tedesca Alexander Schleicher GmbH & Co dagli anni cinquanta.